# Vogričevci
Vogričevci so vas v Občini Ljutomer. Ležijo med Branoslavci, Radoslavci in Vidanovci. V vasi sta gasilski dom in kapelica.